# Епархия Сен-Клода

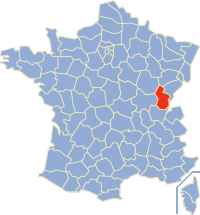
Расположение епархии Сен-Клода

Епархия Сен-Клода (лат. Dioecesis Sancti Claudii) — епархия Римско-Католической церкви с центром в городе Лон-ле-Сонье, Франция. Епархия Сен-Клода распространяет свою юрисдикцию на территорию департамента Юра. Епархия Сен-Клода входит в митрополию Безансона. Кафедральным собором епархии Сен-Клода является церковь святого Петра в городе Сен-Клод.

## История
22 января 1742 года Святой Престол учредил епархию Сен-Клода, выделив её из упразднённого территориального аббатства Сен-Клода, архиепархий Безансона и Лиона. В этот же день епархия Сен-Клода вошла в митрополию Лиона.
29 ноября 1801 года Римский папа Пий VII выпустил буллу Qui Christi Domini, которой упразднил епархию Сен-Клода, передав её территорию архиепархии Безансона.
В июне 1817 года Святой Престол и Франция подписали новый конкордат, после чего Римский папа Пий VII издал буллу Commissa divinitus, которой восстановил епархию Сен-Клода. Однако французский парламент не ратифицировал конкордат и каноническое оформление восстановленной епархии был отложено. 6 октября 1822 года Римский папа Пий VII выпустил новую буллу Paternae charitatis, которой вновь воссоздал епархию Сен-Клода. В этот же день епархия Сен-Клода вошла в митрополию Безансона.

## Ординарии епархии
- епископ Жан-Батист-Жозеф де Меалле де Фарг (22.01.1742 — 19.03.1785);
- епископ Жан-Батист де Шабо (27.06.1785 — 16.09.1801);
  - Sede soppressa (1801—1822);
- епископ Антуан-Жак де Шамон (13.01.1823 — 28.05.1851);
- епископ Жан-Пьер Мабиль (30.07.1851 — 23.01.1858) — назначен епископом Версаля;
- епископ Шарль-Жан Фильон (23.01.1858 — 14.01.1862) — назначен епископом Ле-Мана;
- епископ Луи-Анн Ногре (14.01.1862 — 29.01.1880);
- епископ Сезар-Жозеф Марпо (30.01.1880 — 7.01.1898);
- епископ Франсуа-Александр Майе (22.03.1898 — 1.11.1925);
- епископ Рамбер-Ирене Фор (12.03.1926 — 27.05.1948);
- епископ Клод-Констан-Мари Флюзен (31.08.1948 — 10.06.1975);
- епископ Жильбер-Антуан Дюшен (10.06.1975 — 1.12.1994);
- епископ Ив Франсуа Патенотр (1.12.1994 — 30.07.2004);
- епископ Жан Мари Анри Легре (22.08.2005 — 2.02.2011) — назначен архиепископом Альби;
- епископ Венсан Жорди (22.07.2011 — по настоящее время).

## Источник
- Annuario Pontificio, Libreria Editrice Vaticana, Città del Vaticano, 2003, ISBN 88-209-7422-3
- Булла Qui Christi Domini, Bullarii romani continuatio, Tomo XI, Romae 1845, стр. 245—249  (лат.)
- Булла Paternae charitatis, Bullarii romani continuatio, Tomo XV, Romae 1853, стр. 577—585  (лат.)